# Vere (peuple)
Pour les articles homonymes, voir Vere.
Les Vere (ou Verre, Were, Duru-Verre) sont une population d'Afrique de l'Ouest vivant au nord-est du Nigeria, à la frontière avec le Cameroun. Leur nombre a été estimé à 35 000 dans les années 1970, dont un tiers de musulmans.

## Notes et références

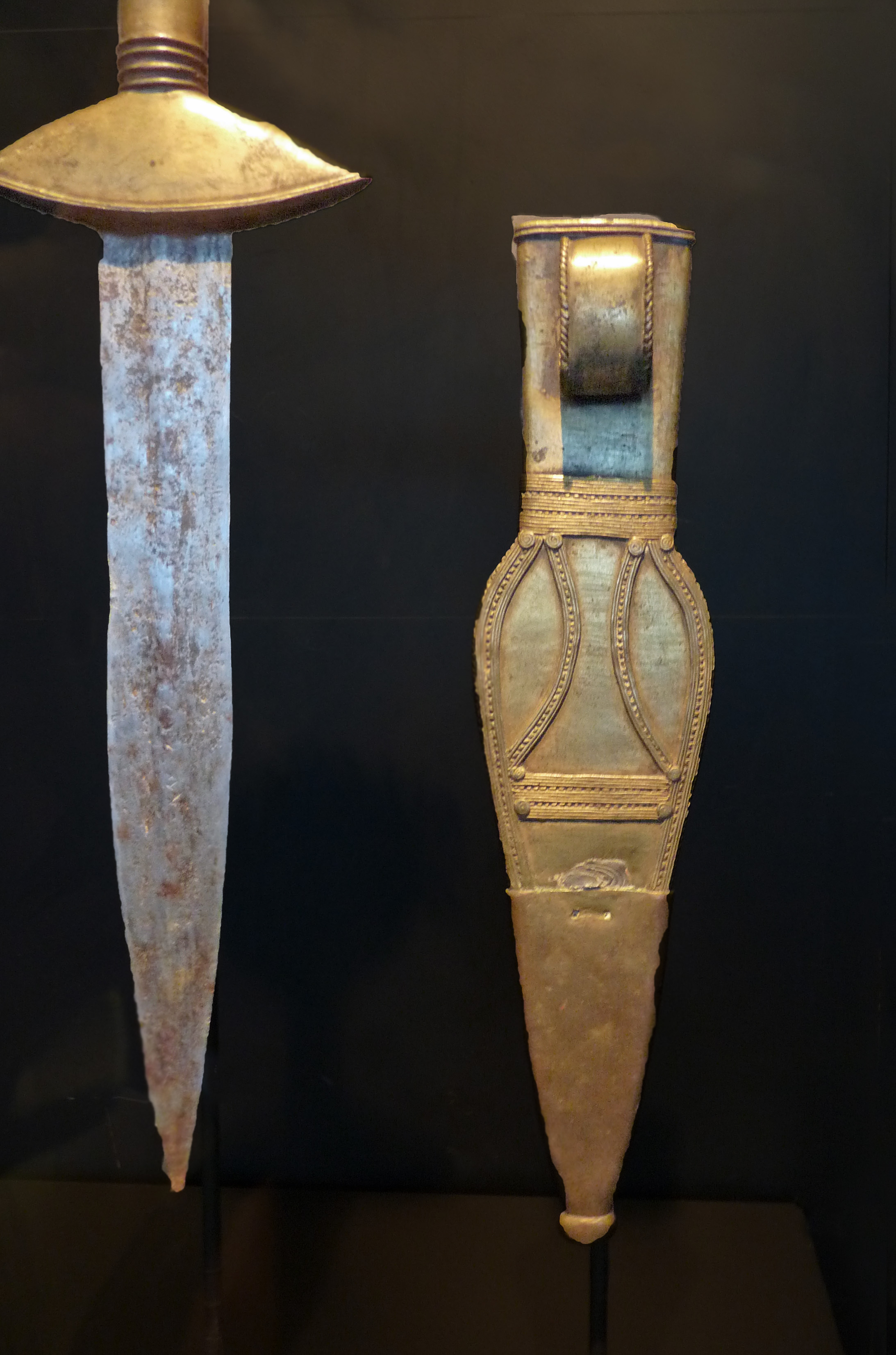
Poignard et son fourreau (Wek suktunkak)